# North West Brook
North West Brook is een plaats in de Canadese provincie Newfoundland en Labrador. De plaats bevindt zich aan de oostkust van het eiland Newfoundland en maakt deel uit van het local service district Random Sound West.

## Geografie
North West Brook ligt aan de monding van het gelijknamige riviertje in een kleine inham in het uiterste westen van Southwest Arm, een 24 km lange zeearm aan Newfoundlands oostkust. Het dorp is gelegen nabij de samenkomst van provinciale route 204 met de Trans-Canada Highway (Route 1). Het grenst in het noordoosten aan het gehucht Ivany's Cove en in het zuidoosten aan het dorp Queen's Cove.

## Geschiedenis
In 1988 kregen de inwoners van North West Brook voor het eerst een beperkte vorm van lokaal bestuur doordat de plaats een local service district (LSD) werd. In 1999 werd dit LSD opgeheven en ging de plaats tezamen met het aangrenzende Ivany's Cove deel uitmaken van het nieuw opgericht LSD North West Brook-Ivany's Cove. In 2010 hield ook dat LSD op te bestaan door een fusie met Random Sound West.

## Demografie
De bevolkingsomvang van North West Brook steeg tussen 1991 en 1996 van 311 naar 316.
Sinds de volkstelling van 2001 worden er niet langer aparte data voor North West Brook bijgehouden. De plaats werd ingedeeld in de designated place (DPL) North West Brook-Ivany's Cove die in 2011 uitgebreid werd tot de DPL North West Brook-Ivany's Cove-Queen's Cove. Dat gebied kende tussen 1996 en 2016 een demografische daling van zo'n 21%.
De DPL North West Brook-Ivany's Cove-Queen's Cove is sinds 2021 eveneens opgeheven en gaan deel uitmaken van de nieuwe (met het LSD samenvallende) DPL Random Sound West.